# Elizabeth Berkley
Elizabeth Berkley, coniugata Lauren (Farmington Hills, 28 luglio 1974), è un'attrice ed ex modella statunitense.

## Biografia
Elizabeth Berkley nasce a Farmington Hills, un sobborgo di Detroit (nel Michigan), il 28 luglio 1974 in una famiglia ebraica, secondogenita dei due figli di Fred Berkley, un avvocato, e di Jere Berkley, un'imprenditrice nel settore delle ceste da regalo. Suo fratello maggiore, Jason, è un neurologo. Nel 1988 si trasferisce con la famiglia a Los Angeles, in California, dove, ancora adolescente, ottiene piccole parti in serie televisive di successo (Il mio amico Ricky e La piccola grande Nell, tra le altre), prima di conquistare la notorietà presso il grande pubblico con la fortunata sit-com Bayside School, dove figura nei panni della studentessa modello Jessie Spano.
Dopo quattro anni, Elizabeth lascia la serie per dedicarsi al cinema, ma l'impatto con Hollywood non è facile: per due anni si ritrova relegata a recitare piccole parti in film trascurabili, intervallandole a partecipazioni in serie televisive come Baywatch e Una bionda per papà. Nel 1994, battendo attrici emergenti come Charlize Theron, Drew Barrymore e Denise Richards, ottiene il ruolo della ballerina/spogliarellista Nomi Malone nel controverso film di Paul Verhoeven Showgirls. Un promo del film viene presentato con successo al festival di Cannes, ma al momento dell'uscita nelle sale, nel settembre del 1995, la critica le riserva una delle peggiori stroncature di tutti i tempi. La carriera nascente di Elizabeth subisce un forte contraccolpo. Le vengono offerte nuove parti in film simili a Showgirls, ma lei preferisce ripartire dallo studio e dai provini.
Perde per un soffio ruoli importanti in Larry Flynt - Oltre lo scandalo e Armageddon - Giudizio finale, ma ottiene una parte in Il club delle prime mogli. Il film si rivela un successo inaspettato e la critica, dopo la feroce stroncatura di Showgirls, sembra rivalutare le sue doti recitative. Mentre la controversia del suo film di debutto continua comunque a lasciare segni (la Berkley vince i Razzie Award come peggior attrice" e peggior esordio"), l'attrice si ritrova sul set di film sempre più importanti: partendo dalla commedia corale Una bionda naturale (dove recita accanto a Steve Buscemi e Matthew Modine), affianca Al Pacino sul set di Ogni maledetta domenica - Any Given Sunday di Oliver Stone e viene diretta da Woody Allen in La maledizione dello scorpione di giada, con cui ritrova i favori della critica.
Tra il 2001 e il 2005 ottiene le recensioni migliori della sua carriera: prima con la performance nel film Roger Dodger (premiato al Tribeca Film Festival e alla Mostra internazionale d'arte cinematografica di Venezia e osannato dalla critica), poi con la parte di Lynette in un acclamato episodio del serial Senza traccia, infine con il ruolo di Bonnie nello spettacolo di Broadway Hurlyburly, accanto a Ethan Hawke. La sua performance teatrale (che segue la fortunata traversata londinese di Lenny e il debutto a Broadway con Sly Fox) è talmente convincente che il New York Times le dedica un articolo in cui si complimenta con l'attrice e si scusa per averla troppe volte associata solo ed esclusivamente a Showgirls.
Tra la fine degli anni 2000 e gli inizi degli anni 2010, continua a lavorare come attrice con partecipazioni speciali in serie come Threshold, Law & Order: Criminal Intent, New Girl, ruoli cinematografici (tra cui il discusso S. Darko e l'indipendente Women in Trouble), il ruolo ricorrente di Julia Winston nella sesta stagione di CSI - Miami e il ruolo da protagonista nel film televisivo Un Natale fortunato. Nel 2013 partecipa alla diciassettesima edizione dello show Dancing with the Stars, venendo eliminata alla terzultima puntata.

## Vita privata
Dopo una relazione con l'attore e sceneggiatore Roger Wilson, nel 2003 si sposa con l'artista Greg Lauren, nipote dello stilista Ralph Lauren. Il 20 luglio 2012 nasce il loro primogenito, Sky Cole.

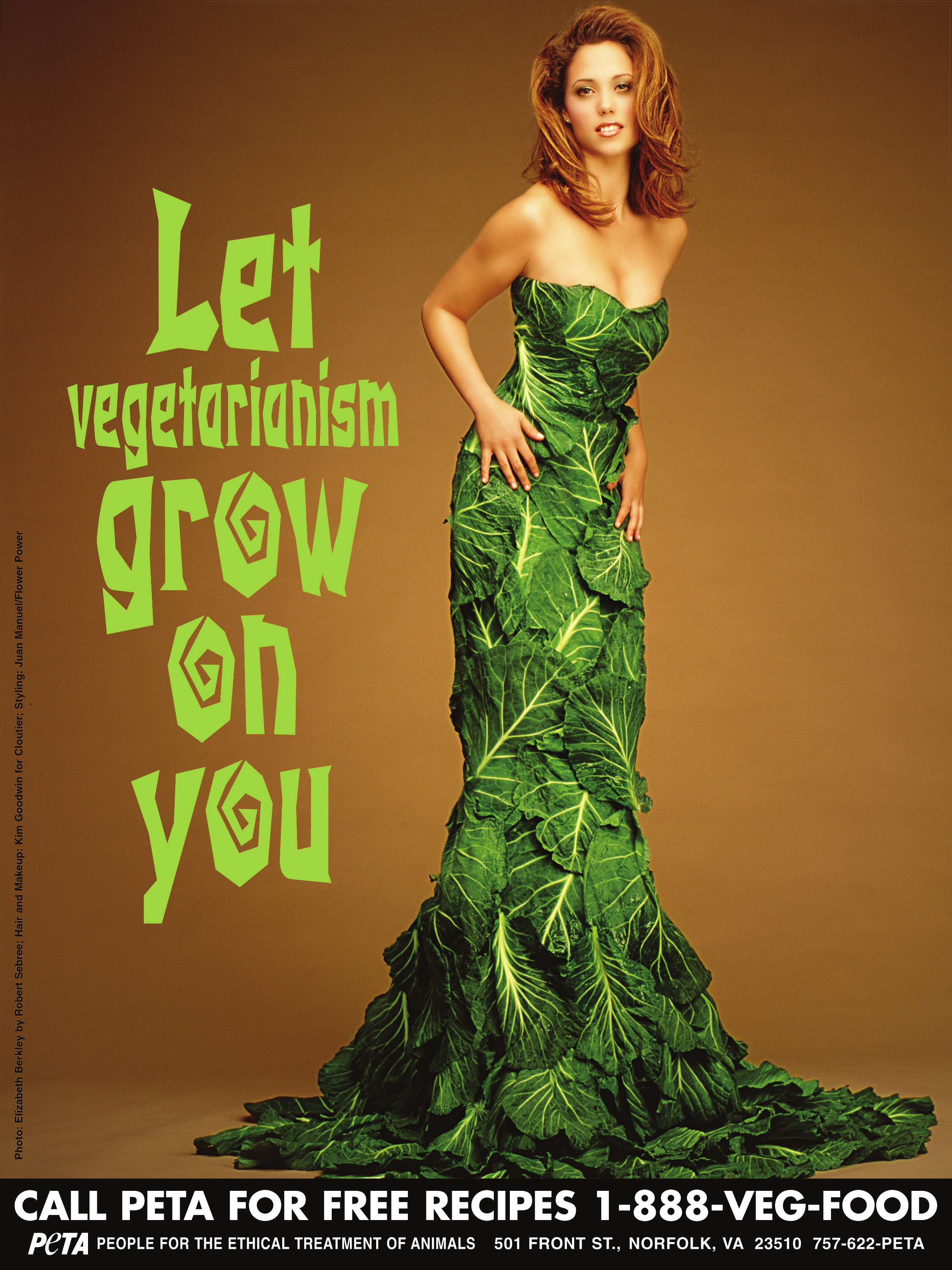
Elizabeth Berkley in un manifesto pro-vegetarianismo della PETA

Vegetariana, è un membro attivo della PETA e della Humane Society, movimenti attivi contro il maltrattamento degli animali, nonché di altre associazioni quali la Best Friends Animal Sanctuary (che gestisce un ricovero di animali abbandonati) e la Motion Picture Home for the Aging. Dal 2006 gestisce un'associazione no-profit da lei stessa fondata, la Ask-Elizabeth Foundation, attraverso la quale organizza workshop e gruppi interattivi di autostima per le adolescenti nelle scuole americane.
Nel marzo del 2011 pubblica il suo primo libro basato su tale attività, Ask Elizabeth: Real Answers to Everything you Secretly Wanted to Ask About Love, Friends, Your Body... and Life in General, che nel giro di poche settimane scala le classifiche del The New York Times diventando un best seller. Nel 2011 la Candie's Foundation (associazione che si occupa di sensibilizzare le adolescenti sulla gravidanza giovanile) la premia durante il gala annuale Event to Prevent per il suo decennale lavoro svolto a favore della loro missione.

## Filmografia

### Cinema
- Molly & Gina, regia di Paul Leder (1993)
- Showgirls, regia di Paul Verhoeven (1995)
- Armitage III: Poly-Matrix (Armitage III - Polymatrix), regia di Takuya Satō - animazione (1996) – voce
- Il club delle prime mogli (The First Wives Club), regia di Hugh Wilson (1996)
- Bionda naturale (The Real Blonde), regia di Tom DiCillo (1997)
- Taxman (The Taxman), regia di Avi Nesher (1999)
- Last Call, regia di Christine Lucas (1999)
- Ogni maledetta domenica - Any Given Sunday (Any Given Sunday), regia di Oliver Stone (1999)
- Africa, regia di Paul Matthews (1999)
- La maledizione dello scorpione di giada (The Curse of the Jade Scorpion), regia di Woody Allen (2001)
- Shipment - Un carico che scotta (The Shipment), regia di Alex Wright (2001)
- Cover Story, regia di Eric Weston (2002)
- Roger Dodger, regia di Dylan Kidd (2002)
- Detonator, regia di Jonathan Freedman (2003)
- Moving Malcolm, regia di Benjamin Ratner (2003)
- Women in Trouble, regia di Sebastian Gutierrez (2009)
- S. Darko, regia di Chris Fisher (2009)

### Televisione
- La piccola grande Nell (Gimme a Break) – serie TV, 1 episodio (1986)
- Il mio amico Ricky (Silver Spoons) – serie TV, 1 episodio (1986)
- Frog, regia di David Grossman – film TV (1988)
- Bayside School (Saved by the Bell) – serie TV, 73 episodi (1989-1993)
- La famiglia Hogan (The Hogan Family) – serie TV, 2 episodi (1990)
- Married People – serie TV, 1 episodio (1990)
- Una famiglia come le altre (Life Goes On) – serie TV, 1 episodio (1990)
- Raven – serie TV, 1 episodio (1992)
- Una bionda per papà (Step by Step) – serie TV, 1 episodio (1992)
- Baywatch – serie TV, 2 episodi (1992)
- Bayside School - Avventura hawaiana (Saved by the Bell: Hawaiian Style), regia di Don Barnhart – film TV (1992)
- Crossroads – serie TV, 1 episodio (1993)
- Un detective in corsia (Diagnosis Murder) – serie TV, 1 episodio (1994)
- La legge di Burke (Burke's Law) – serie TV, 1 episodio (1994)
- Bayside School - Matrimonio a Las Vegas (Saved by the Bell: Wedding in Las Vegas), regia di Jeffrey Melman – film TV (1994)
- La leggenda del lupo bianco (White Wolves II - Legend of the Wild), regia di Terence H. Winkless – film TV (1995)
- Perversions of Science – serie TV, 1 episodio (1997)
- Incontro casuale (Random Encounter), regia di Douglas Jackson – film TV (1998)
- Due papà da Oscar (Brother's Keeper) – serie TV, 1 episodio (1999)
- Jack & Jill – serie TV, 1 episodio (2000)
- NYPD - New York Police Department (NYPD Blue) – serie TV, 2 episodio (2000)
- Becoming Dick, regia di Bob Saget – film TV (2000)
- Titus – serie TV, 3 episodi (2001-2002)
- The Twilight Zone – serie TV, 1 episodio (2002)
- Fattore di controllo (Control Factor), regia di Nelson McCormick – film TV (2003)
- Troppo bella per Josh (Student Seduction), regia di Peter Svatek – film TV (2003)
- CSI - Scena del crimine (CSI) – serie TV, 1 episodio (2003)
- Senza traccia (Without a Trace) – serie TV, 1 episodio (2004)
- Threshold – serie TV, 1 episodio (2005)
- Law & Order: Criminal Intent – serie TV, 1 episodio (2005)
- Il gioco della vedova nera (Black Widow), regia di Armand Mastroianni – film TV (2007)
- CSI: Miami – serie TV, 9 episodi (2008-2009)
- The L Word – serie TV, 4 episodi (2009)
- Un Natale fortunato (Lucky Christmas), regia di Gary Yates – film TV (2011)
- Melissa & Joey – serie TV, 1 episodio (2014)
- New Girl – serie TV, 1 episodio (2016)
- Bayside School (Saved by the Bell) – serie TV, 20 episodi (2020-in corso)
- Cobra Kai - serie TV, episodio 6x12 (2025)

### Cortometraggi
- Platinum Blonde, regia di Dror Soref (1988)
- The Butler's in Love, regia di David Arquette (2008)

## Teatro
- Il lago dei cigni (balletto della Dance Detroit Company con ballerini principali dell'American Ballet Theatre). Detroit (fine anni '70)
- Lo schiaccianoci (balletto della Dance Detroit Company con ballerini principali del New York City Ballet). Ford Auditorium di Detroit (1980-1985)
- Gypsy, musical di Jule Styne. Village Players Theatre di Birmingham, Michigan (1985)
- Eleemosynary, di Lee Blessing. Ann Arbor Repertory Theatre di Ann Arbor (1987)
- Lenny (West End), di Julian Barry, regia di Sir Peter Hall. Queen's Theatre di Londra (1999)
- Sly Fox (Broadway), di Larry Gelbart, regia di Arthur Penn. Ethel Barrymore Theatre di New York (2004)
- HurlyBurly (Off-Broadway), di David Rabe, regia di Scott Elliott. 37 Arts Theatre di New York (2005)
- That Other Person (Broadway), di David Lindsay-Abaire, regia di Christopher Ashley. Evento per The 24 Hour Plays in Broadway. American Airlines Theatre di New York (2005)
- The Cartells: A Prime-Time Soap Opera, Live (Off-Off-Broadway), di Douglas Carter Beane, regia di Carl Andress. Comix di New York (2006)
- Toccata and Fugue (Broadway), di Tina Howe, regia di Josie Rourke. Evento per The 24 Hour Plays in Broadway. American Airlines Theatre di New York (2006)

## Riconoscimenti
- Young Artist Award
  - 1990 Nomination Miglior cast giovane (per Bayside School) assieme a Mark-Paul Gosselaar, Tiffani Thiessen, Mario López, Lark Voorhies e Dustin Diamond.
  - 1992 Nomination Miglior giovane attrice in una serie non in prima serata o via cavo (per Bayside School)
  - 1992 Nomination Miglior cast giovane (per Bayside School) assieme a Mark-Paul Gosselaar, Tiffani Thiessen, Mario López, Lark Voorhies e Dustin Diamond.
  - 1993 Nomination Miglior giovane attrice in una serie non in prima serata (per Bayside School)

- Razzie Awards
  - 1996 Peggior attrice protagonista (per Showgirls)
  - 1996 Peggior Nuova Star (per Showgirls)

- National Board of Review of Motion Pictures
  - 1996 Miglior Cast (per Il club delle prime mogli) assieme al cast del film

- Candie's Foundation
  - 2011 Riconoscimento umanitario per il suo lavoro filantropico.

## Doppiatrici italiane
Nelle versioni in italiano delle opere in cui ha recitato, Elizabeth Berkley è stata doppiata da:
- Francesca Guadagno in Bayside School - Matrimonio a Las Vegas, Bayside School - Avventura Hawaiana, Bayside School
- Elisabetta Spinelli in S. Darko
- Georgia Lepore in Rodger Dodger
- Stella Musy in La maledizione dello scorpione di Giada
- Giuppy Izzo in Showgirls
- Ilaria Stagni in Il club delle prime mogli
- Claudia Catani in Bionda naturale
- Angela Brusa in Law & Order: Criminal Intent
- Roberta Pellini in CSI: Miami
- Luisa Ziliotto in Cobra Kai